# Linde (voornaam)
Linde is een meisjesnaam die vooral in Duits- en Nederlandstalige gebieden gangbaar is. De naam is afgeleid van de naam Linda.
Linda is een verkorte vorm van namen met de Germaanse stam -lind, zoals Ermeline, Sieglinde of Gerlinde. Dat betekent "schild van lindehout" of "slang" (als kenner van geheimen).

## Bekende naamdraagsters
- Linde Ergo
- Linde Hermans
- Linde Hervent
- Linde van den Heuvel
- Linde Merckpoel
- Linde Schöne
- Linde Veefkind
- Linde Verbeek